# Dorfstetten
Dorfstetten est une commune autrichienne du district de Melk en Basse-Autriche.